# دانشگاه واترلو
دانشگاه واترلو (به انگلیسی: University of Waterloo) یک دانشگاه تحقیقاتی دولتی در شهر واترلو واقع در استان انتاریو کانادا است که در سال ۱۹۵۹ میلادی تأسیس شده‌است. دانشگاه واترلو از ۶ دانشکده و ۱۰ مدرسه دانشکده‌بنیاد تشکیل شده‌است. این دانشگاه برای رشته‌های علوم رایانه و مهندسی مطرح است؛ در رتبه‌بندی سال ۲۰۲۰ در جایگاه دوم کانادا و بیست و چهارم جهان جای گرفت. این دانشگاه یکی از معروف‌ترین دانشگاه‌های کانادایی در خصوص برنامه‌های کارآموزی است. مجله مکلینز در رتبه‌بندی خود از دانشگاه‌های کانادا، دانشگاه واترلو را به‌عنوان بهترین دانشگاه کانادا ازنظر کیفیت برنامه درسی و برنامه‌های آینده برگزیده است.

## تعاریف کلی
دانشگاه واترلو (UWaterloo، UW، یا واترلو) یک دانشگاه تحقیقاتی عمومی با پردیس اصلی در واترلو، انتاریو، کانادا است. پردیس اصلی در ۴۰۴ هکتار بنا در (۹۹۸ هکتار کلی) زمین در مجاورت "آپ تاون" واترلو و پارک واترلو قرار دارد.  این دانشگاه همچنین دارای سه پردیس اقماری و چهار کالج دانشگاهی وابسته است. این دانشگاه برنامه های آکادمیک را ارائه می دهد که توسط شش دانشکده و سیزده مدرسه مبتنی بر دانشکده اداره می شود. واترلو با بیش از ۲۰ هزار دانشجوی کارشناسی که در برنامه تعاونی دانشگاه ثبت نام کرده اند، بزرگترین برنامه آموزش تعاونی پس از متوسطه را در جهان اجرا می کند.  واترلو یکی از اعضای U15، گروهی از دانشگاه‌های تحقیقات فشرده در کانادا است.این مؤسسه از دانشکده‌های وابسته کالج واترلو، که در ۴ آوریل ۱۹۵۶ تأسیس شد، سرچشمه می‌گیرد. یک نهاد نیمه خودمختار کالج واترلو، که وابسته به دانشگاه انتاریو غربی بود. این نهاد به طور رسمی از کالج واترلو جدا شد و با تصویب قانون دانشگاه واترلو توسط مجلس قانونگذاری انتاریو در سال ۱۹۵۹ به عنوان یک دانشگاه ثبت شد. این سازمان برای رفع نیاز به آموزش مهندسان و تکنسین ها برای اقتصاد رو به رشد پس از جنگ کانادا تأسیس شد. در دهه بعد رشد قابل توجهی داشت و دانشکده هنر در سال ۱۹۶۰ و کالج بینایی سنجی انتاریو (اکنون دانشکده بینایی سنجی و علوم بینایی) که در سال ۱۹۶۷ از تورنتو نقل مکان کرد.این دانشگاه یک موسسه آموزشی مختلط است و تقریباً ۳۶ هزار دانشجوی کارشناسی و ۶۲۰۰ دانشجوی کارشناسی ارشد در سال ۲۰۲۰ در آن ثبت نام کرده اند. فارغ التحصیلان و دانشجویان سابق این دانشگاه را می توان در سراسر کانادا و در بیش از ۱۵۰ کشور یافت. با تعدادی از برندگان جوایز، مقامات دولتی و رهبران تجاری که با واترلو در ارتباط بودند. تیم های دانشگاهی واترلو، معروف به جنگجویان واترلو، در کنفرانس دو و میدانی دانشگاه انتاریو U Sports به رقابت می پردازند.

## پردیس دانشگاه
پردیس اصلی با وسعت حدود ۴۰۴ هکتار در خیابان یونیورسیتی در شهر واترلو و استان انتاریو قرار دارد. از بدو تأسیس دانشگاه، میزان قابل‌توجهی گسترش تجاری-به خصوص برای دفاتر شرکت‌های های-تک- و خوابگاه دانشجویی در اطراف پردیس دانشگاه انجام شده‌است. این پردیس از جنوب با پارک واترلو؛ از شمال با شهرک تحقیقاتی و از شرق و غرب با مناطق مسکونی هم‌جوار است. سه خیابان اصلی شهر واترلو شامل: خیابان یونیورسیتی، خیابان کلمبیا و خیابان وست‌مونت به پردیس راه دارند.

### کتابخانه
چهار کتابخانه دانشگاه واترلو در مجموع دارای حدود ۱٫۴ میلیون جلد کتاب و منابع الکترونیکی هستند.

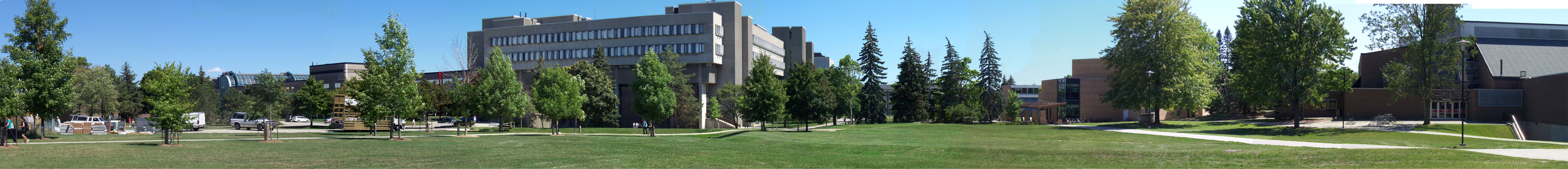
تصویر سراسرنما از محوطه دانشگاه. از چپ به راست: مرکز دیویس، ریاضیات و علوم محاسباتی، مرکز زندگی دانشجویی، و مجموعه ورزشی.

## تاریخچه
- قرن بیستم

ریشه‌های دانشگاه واترلو به کالج واترلو (دانشگاه ویلفرد لوریه کنونی)، نتیجه علمی حوزه علمی واترلو لوتری است که از سال ۱۹۲۵ به دانشگاه انتاریوی غربی وابسته بود. هنگامی که جرالد هیگی در سال ۱۹۵۳ ریاست کالج واترلو را بر عهده گرفت، تامین بودجه لازم برای گسترش این موسسه را در اولویت خود قرار داد. در حالی که منبع اصلی درآمد تحصیلات عالی در انتاریو در آن زمان، دولت استانی بود، دولت انتاریو به صراحت اعلام کرد که به کالج ها و دانشگاه های فرقه ای کمک نخواهد کرد.هگی به زودی از اقدامات انجام شده توسط دانشگاه مک مستر برای واجد شرایط ساختن خود برای برخی بودجه های استانی با تأسیس کالج همیلتون به عنوان یک کالج جداگانه و غیر فرقه ای وابسته به دانشگاه آگاه شد. به دنبال آن روش، کالج واترلو در ۴ آوریل ۱۹۵۶ دانشکده های وابسته کالج واترلو را به عنوان یک هیئت غیر فرقه ای وابسته به کالج تأسیس کرد. ساختار آکادمیک دانشکده‌های وابسته در ابتدا بر آموزش مشارکتی در علوم کاربردی متمرکز بود - که عمدتاً بر اساس پیشنهادات ایرا نیدلز ساخته شده بود.  نیدلز رویکرد متفاوتی را نسبت به آموزش پیشنهاد کرد، از جمله مطالعات در کلاس درس و آموزش در صنعت که در نهایت به پایه برنامه آموزشی تعاونی دانشگاه تبدیل شد. در حالی که این طرح در ابتدا با مخالفت مؤسسه مهندسی کانادا و سایر دانشگاه های کانادا، به ویژه دانشگاه غربی انتاریو مواجه شد، دانشکده های وابسته اولین دانشجویان خود را در ژوئیه ۱۹۵۷ پذیرفتند.در ۲۵ ژانویه ۱۹۵۸، دانشکده های وابسته خرید بیش از ۷۴ هکتار (۱۸۰ هکتار کلی) زمین در غرب کالج واترلو را اعلام کردند. در پایان همان سال، دانشکده های وابسته اولین ساختمان خود را در محل، ساختمان مهندسی شیمی افتتاح کردند.

## شهرت
دانشگاه واترلو به‌طور معمول در رتبه‌بندی دانشگاه‌های کانادا بین ۱۰ دانشگاه برتر قرار دارد. در فهرست رتبه‌بندی دانشگاه‌های جهان در سال ۲۰۱۳ میلادی دانشگاه واترلو در رتبه ۱۵۱–۲۰۰ در جهان و هفتم در کانادا قرار گرفت. رتبه‌بندی دانشگاه‌های جهان کیو-اس در سال ۲۰۱۴میلادی این دانشگاه را در جایگاه ۱۶۹ جهان رتبه‌بندی کرد.
ردپای بیش‌تر شرکت‌های با فناوری عالی و دانش-محور در کانادا بیش از هر دانشگاه دیگری به دانشگاه واترلو می‌رسد. به همین دلیل، دانشگاه واترلو و ناحیه واترلو، «دره سیلیکون شمال» نامیده می‌شود.
دانشگاه واترلو به خاطر برنامه‌های کارآموزی نیز در سطح کانادا شهرت خاصی دارد، همچنین بیل گیتس در این دانشگاه چندین بار سخنرانی ایراد کرده‌است.

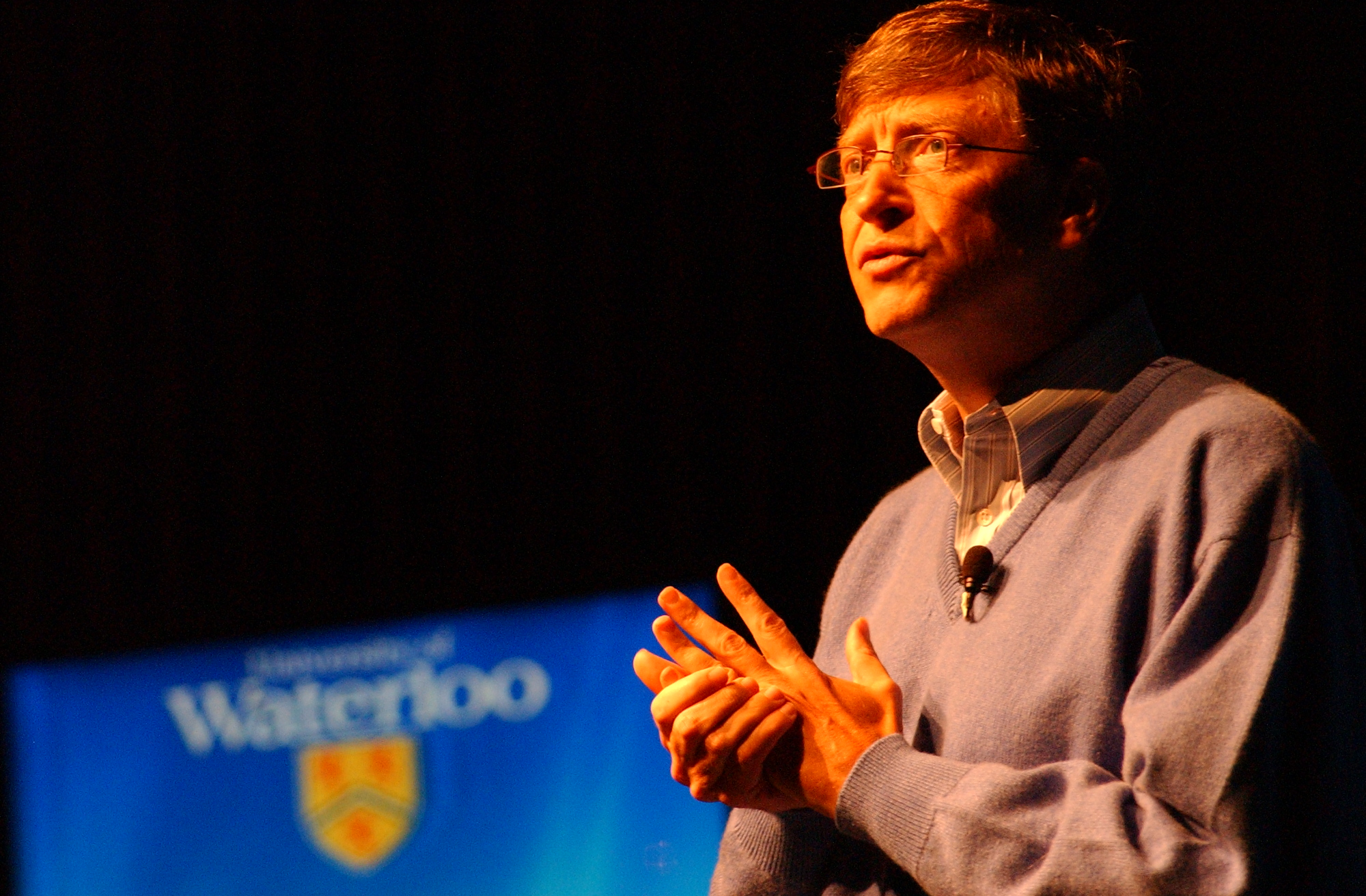
سخنرانی بیل گیتس در سال ۲۰۰۵ در دانشگاه واترلو

## ارتباط با صنعت
هستهٔ اولیهٔ شرکت‌های مختلفی از دانشگاه واترلو شکل گرفته؛ برای مثال:
- میپل‌سافت
- پیام‌رسان کیک
- سرتی‌کام
- دالسا
- وات‌کام

## دانشکده‌ها
- دانشکده علوم[۱۶]
- دانشکده ریاضیات[۱۷]
- دانشکده مهندسی[۱۸]
- دانشکده هنر[۱۹]
- دانشکده محیط زیست[۲۰]
- دانشکده بهداشت کاربردی[۲۱]

## فارغ‌التحصیلان و اعضای هیئت علمی مشهور

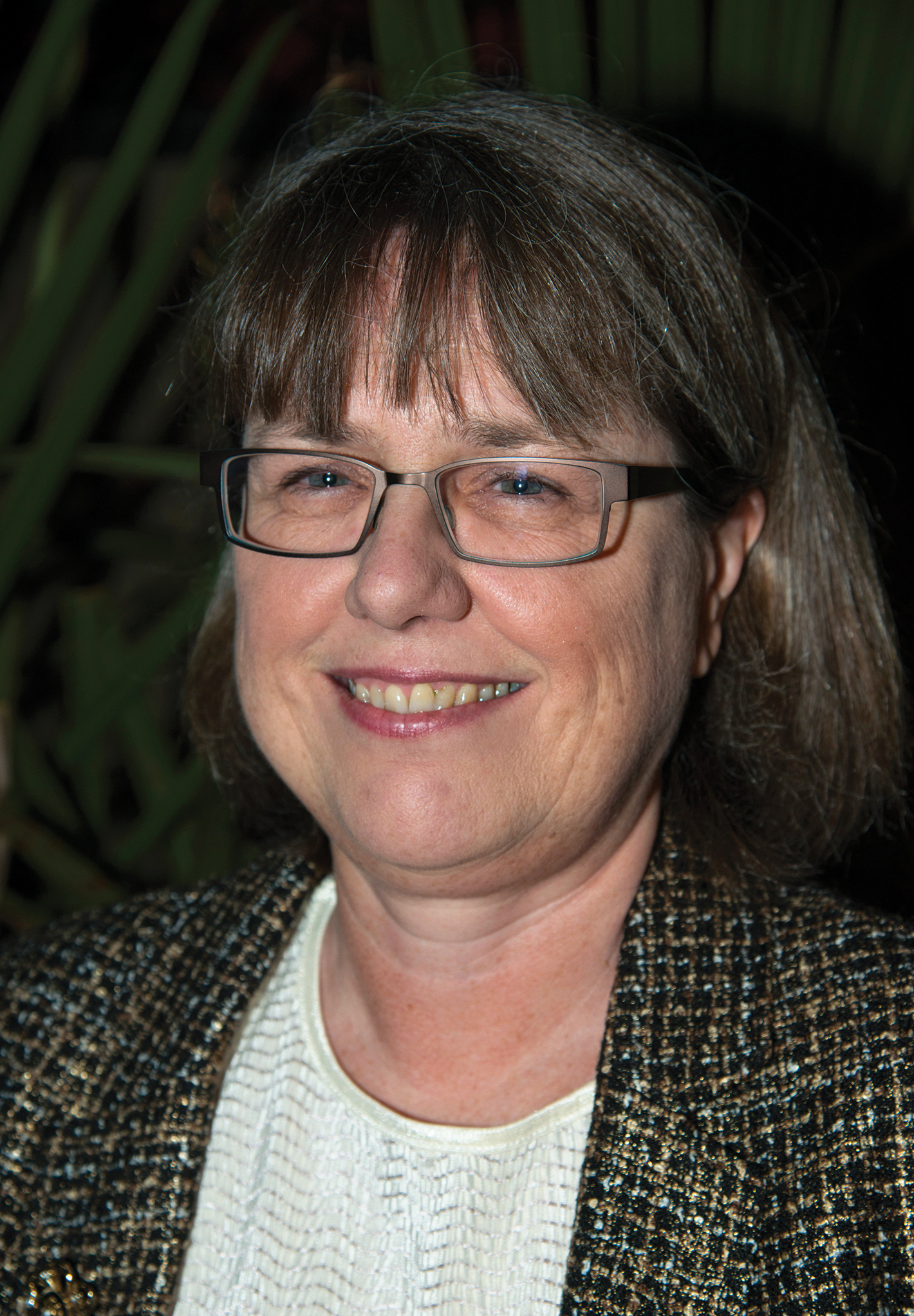
دانا استریکلند برنده جایزه نوبل فیزیک.
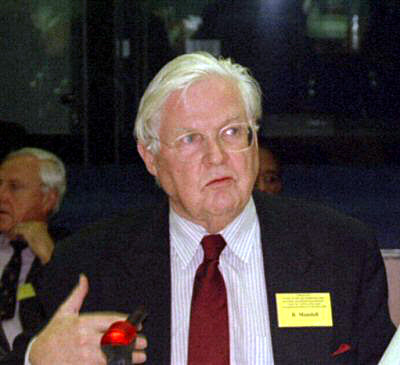
رابرت ماندل برنده جایزه نوبل اقتصاد.
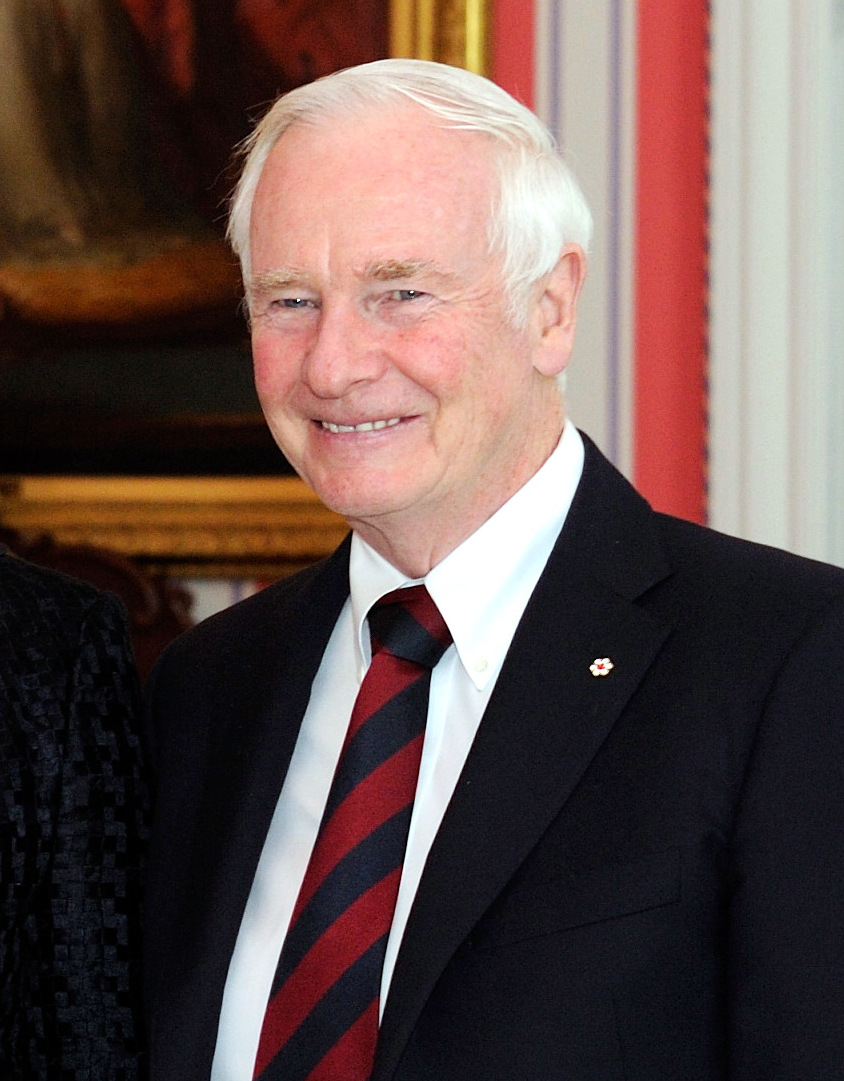
دیوید جانستون،  بیست و هشتمین فرماندار کل کانادا.
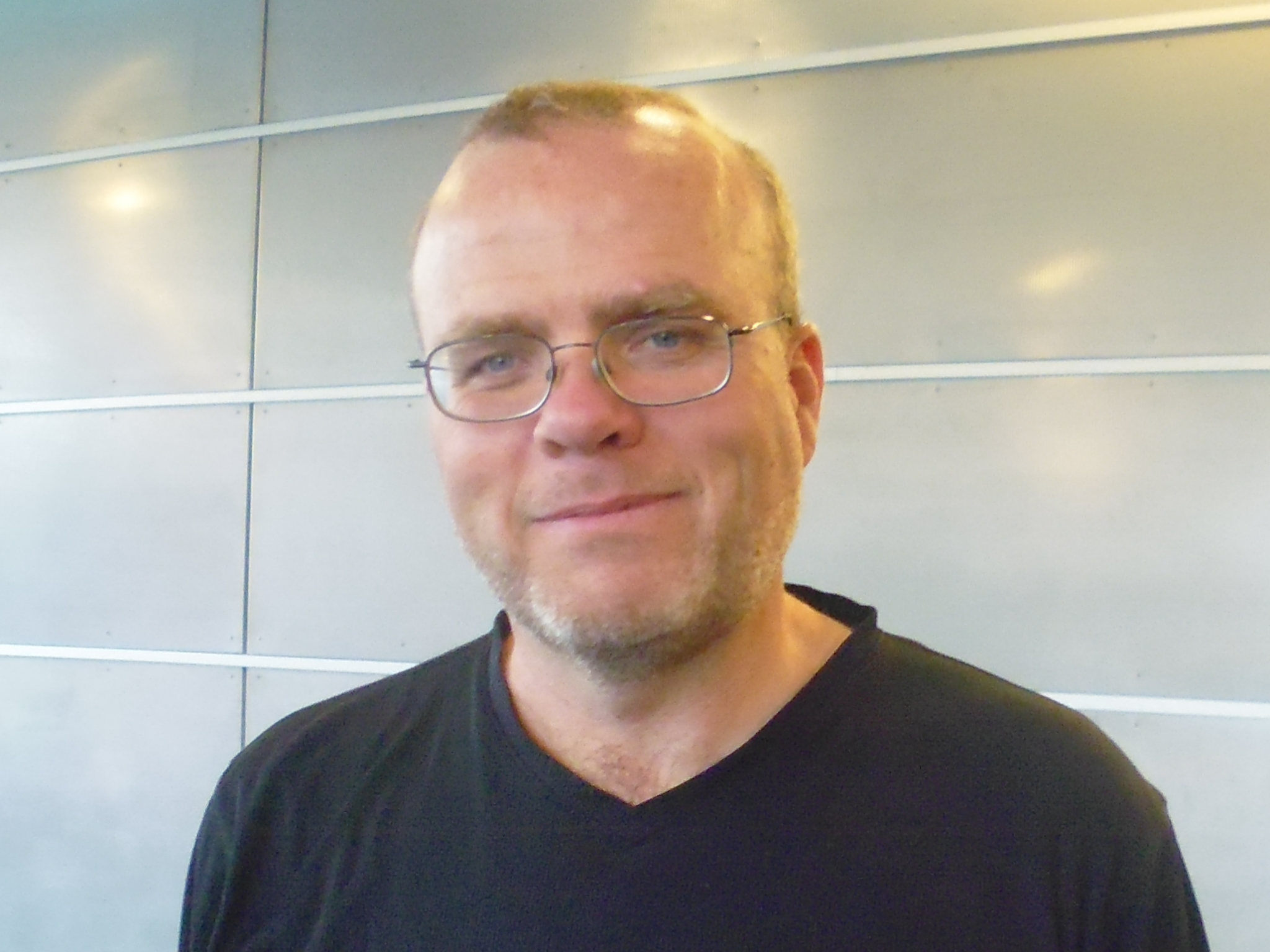
راسموس لردورف سازنده زبان پی‌اچ‌پی.
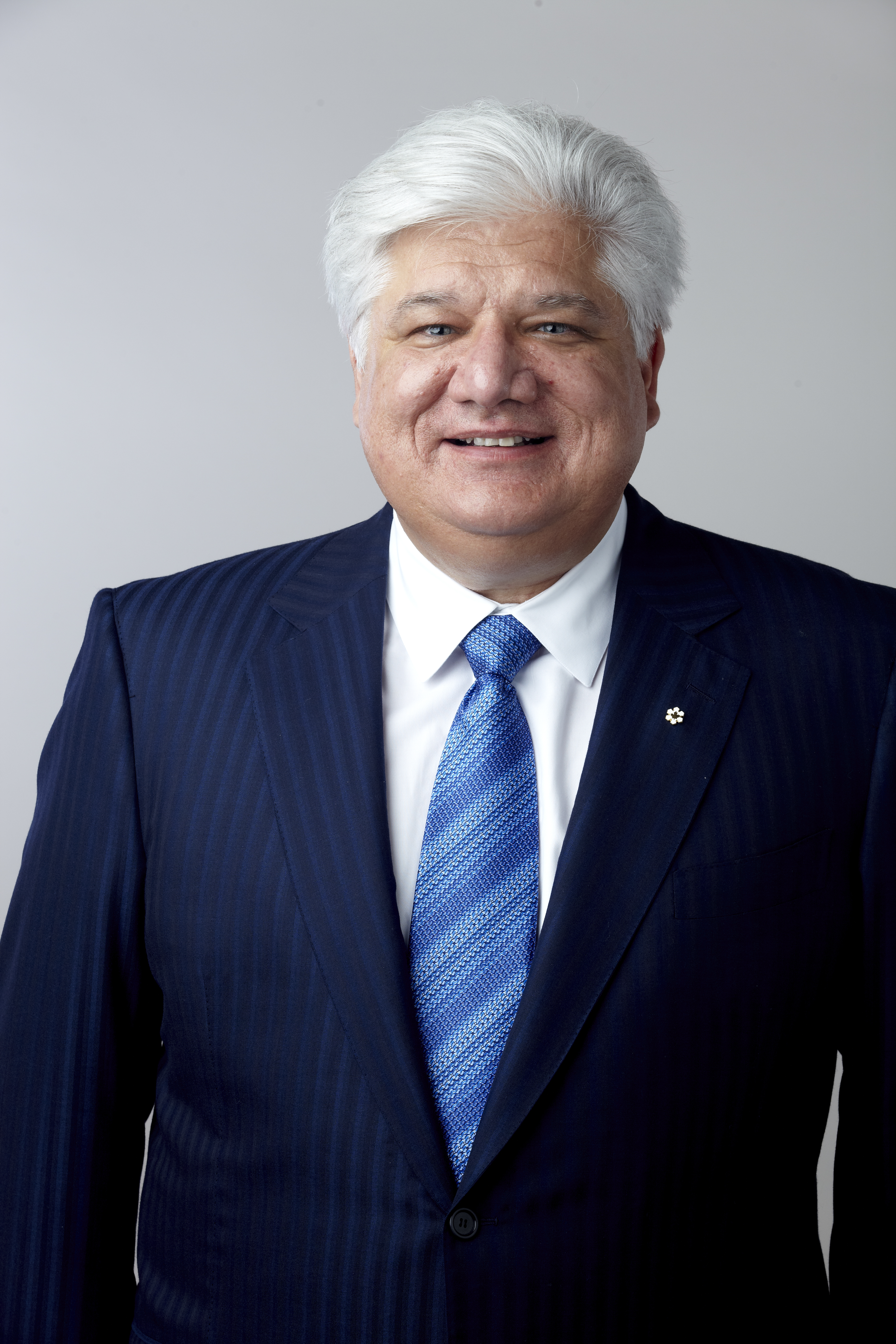
مایک لازاریدیس بنیان‌گذار شرکت بلک‌بری لیمیتد.

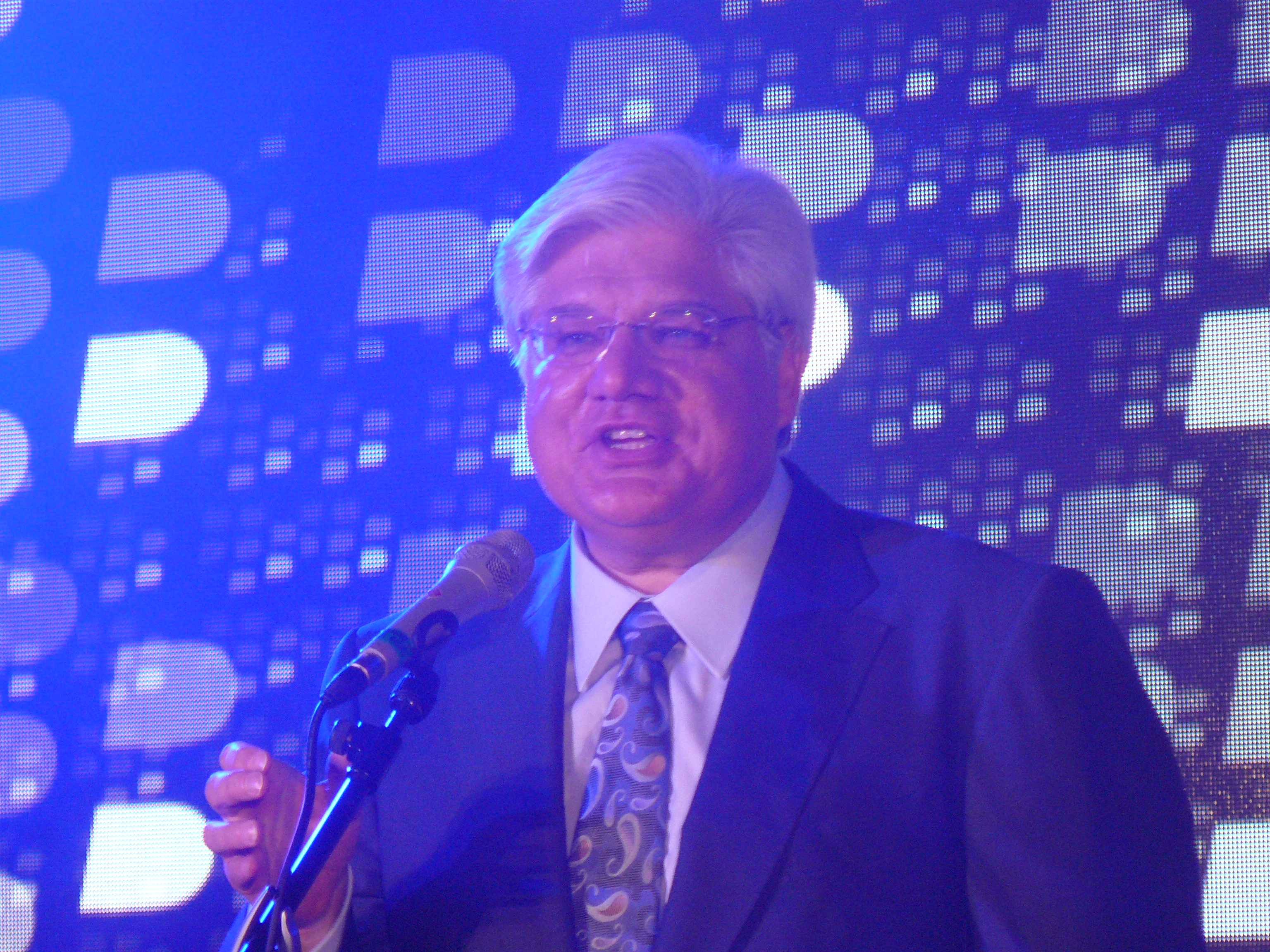
مایک لازاریدیس از مؤسسان بلک‌بری دانشجوی دانشگاه واترلو و مدتی نائب‌رئیس آن بوده‌است.

از فارغ‌التحصیلان مطرح دانشگاه واترلو در زمینه علوم کامپیوتر می‌توان راسموس لردورف، خالق زبان برنامه‌نویسی پی‌اچ‌پی را نام برد. هم‌چنین گوردون کورمک، از توسعه‌دهندگان الگوریتم فشرده‌سازی دینامیک مارکو و جک ادموند برنده جایزه فون نویمان در ۱۹۸۵ از از استادان مطرح این دانشگاه بوده‌اند. رابرت ماندل برنده جایزه نوبل اقتصاد هم مدتی ریاست دپارتمان اقتصاد دانشگاه را بر عهده داشته‌است.

## ایرانیان و دانشگاه واترلو
بر اساس اعلام رسمی دانشگاه واترلو، ایران در میان ۵ کشوری است که بیشترین دانشجوی تحصیلات تکمیلی را در این دانشگاه شاغل به تحصیل دارد. استادان ایرانی نیز در دانشکده‌های مختلف مشغول به تدریس و تحقیق می‌باشند که آمار رسمی از تعداد آن‌ها اعلام نشده‌است. از فارغ‌التحصیلان ایرانی مشهور دانشگاه واترلو می‌توان از رضا فرجی‌دانا وزیر علوم، تحقیقات و فناوری دولت حسن روحانی، حمید احمدیان استاد برجسته دانشگاه علم و صنعت ایران و محمدجواد فدایی، استاندار سابق کرمان و استاد دانشگاه شهید باهنر نام برد.